# Kekertuk Island
Kekertuk Island är en ö i Kanada.   Den ligger i territoriet Nunavut, i den östra delen av landet, 2 400 km norr om huvudstaden Ottawa. Arean är 32 kvadratkilometer.
Terrängen på Kekertuk Island är lite kuperad. Öns högsta punkt är 446 meter över havet. Den sträcker sig 11,0 kilometer i nord-sydlig riktning, och 6,7 kilometer i öst-västlig riktning.
Trakten runt Kekertuk Island består i huvudsak av gräsmarker. Trakten runt Kekertuk Island är nära nog obefolkad, med mindre än två invånare per kvadratkilometer.